# Cryptoneurus
Cryptoneurus is een muggengeslacht uit de familie van de galmuggen (Cecidomyiidae).

## Soorten
- C. musicola (Kieffer, 1896)
- C. nigridens Mamaev, 1964
- C. tridentatus (Kieffer, 1896)